# Bathydrilus meridianus
Bathydrilus meridianus är en ringmaskart som beskrevs av Erséus 1979. Bathydrilus meridianus ingår i släktet Bathydrilus och familjen glattmaskar. Inga underarter finns listade i Catalogue of Life.